# Georges-Auguste Lavergne
Pour les articles homonymes, voir Lavergne.
Georges-Auguste-Élie Lavergne, né le 1er janvier 1863 dans le 10e arrondissement de Paris et mort le 26 mai 1942 dans le 16e arrondissement de Paris, est un peintre français.

## Biographie
Georges Lavergne est le fils de Théodore Auguste Lavergne, employé, et de Rachel Eudoxie Paz.
Il épouse une artiste peintre, Hélène Mosticzker, à Paris en 1899.
Il meurt à son domicile parisien de la Villa Guibert, en 1942, à l'âge de 79 ans.

## Récompenses et distinctions
- Prix de Rome en peinture (1892)
- Légion d'honneur
  - Chevalier (1920)
  - Officier (1938)